# AMD Turbo Core
Turbo Core (англ. Turbo Core, от лат. turbo — вихрь, и англ. core — ядро) — технология компании AMD, позволяющая автоматически увеличивать тактовую частоту ядер процессора свыше номинальной, если они работают ниже максимальных пределов. Это приводит к увеличению производительности однопоточных и многопоточных приложений.
Доступность технологии Turbo Core не зависит от количества активных ядер, однако зависит от наличия одного или нескольких ядер, работающих на частоте ниже базовой. Время работы системы в турбо-режиме зависит от рабочей нагрузки и тепловыделения (процессор не выходит за пределы TDP). Технология Turbo Core обычно включена по умолчанию.
Первыми процессорами с AMD Turbo Core были Phenom II X6, основанные на микроархитектуре AMD K10. Поддержкой Turbo Core также обладают гибридные процессоры. Начиная с Ryzen, на смену Turbo Core пришла технология Precision Boost, использующая более тонкие алгоритмы и опирающаяся на большее количество показателей.

## Precision Boost
Precision Boost — технология по «саморазгону» от AMD. Используется в процессорах с архитектурой Zen.

## Precision Boost 2
Precision Boost — технология по «саморазгону» от AMD. Используется в процессорах с архитектурой Zen+.